# Surduc
Surduc is een Roemeense gemeente in het district Sălaj.
Surduc telt 3835 inwoners. De gemeente bestaat uit 7 dorpen:  Brâglez (Tótszállás), Cristolțel (Kiskeresztes), Solona (Szalonnapatak), Surduc, Teștioara (Kőszénbányatelep), Tihău (Tihó) en Turbuța (Turbóca).